# Wahl zum Schwedischen Reichstag 1988
- VPK: 21
- S: 156
- MP: 20
- C: 42
- FP: 44
- M: 66

Die Wahl zum Schwedischen Reichstag 1988 fand am 18. September 1988 statt.

## Wahlergebnis
| Partei             | Partei                                           | Vorsitzender                | Stimmen   | Stimmen | Stimmen | Sitze  | Sitze |
| Partei             | Partei                                           | Vorsitzender                | Anzahl    | %       | +/−     | Anzahl | +/−   |
| ------------------ | ------------------------------------------------ | --------------------------- | --------- | ------- | ------- | ------ | ----- |
|                    | Sozialdemokratische Arbeiterpartei Schwedens (S) | Ingvar Carlsson             | 2.321.826 | 43,21   | −1,47   | 156    | −3    |
|                    | Moderate Sammlungspartei (M)                     | Carl Bildt                  | 983.226   | 18,30   | −3,03   | 66     | −10   |
|                    | Volkspartei (FP)                                 | Bengt Westerberg            | 655.720   | 12,20   | −2,03   | 44     | −7    |
|                    | Zentrumspartei (C)                               | Olof Johansson              | 607.240   | 11,30   | −1,12   | 42     | −2    |
|                    | Linkspartei Kommunisten (V)                      | Lars Werner                 | 314.031   | 5,84    | +0,48   | 21     | +2    |
|                    | Umweltpartei Die Grünen (MP)                     | Eva Goës und Birger Schlaug | 296.935   | 5,53    | +4,03   | 20     | +20   |
|                    | Christdemokraten (KD)                            | Alf Svensson                | 158.182   | 2,94    | +2,94   | —      | —     |
|                    | Sonstige                                         | Sonstige                    | 36.559    | 0,68    | —       | —      | —     |
|                    | Gesamt                                           | Gesamt                      | 5.373.719 | 100,00  |         | 349    |       |
| Wahlberechtigte    | Wahlberechtigte                                  | Wahlberechtigte             | 6.330.023 |         |         |        |       |
| Wahlbeteiligung    | Wahlbeteiligung                                  | Wahlbeteiligung             | 85,96 %   |         |         |        |       |
| Abgegebene Stimmen | Abgegebene Stimmen                               | Abgegebene Stimmen          | 5.441.050 |         |         |        |       |
| Ungültige Stimmen  | Ungültige Stimmen                                | Ungültige Stimmen           | 67.331    |         |         |        |       |
| Quelle:            |                                                  |                             |           |         |         |        |       |